# Leader nelle yard corse in carriera nella National Football League
La seguente è la lista dei giocatori che hanno corso almeno 10 000 yard in carriera nella National Football League nel corso della stagione regolare. I giocatori in grassetto sono ancora in attività.
| Pos. | Giocatore           | Squadre | Portate totali | Yard corse | Media | Anno di induzione nella Pro Football Hall of Fame |
| ---- | ------------------- | --- | -------------- | ---------- | ----- | ------------------------------------------------- |
| 1    | Emmitt Smith        | Dallas Cowboys (1990-2002) Arizona Cardinals (2003-2004) | 4 409          | 18 355     | 4,2   | 2010                                              |
| 2    | Walter Payton       | Chicago Bears (1975-1987) | 3 838          | 16 726     | 4,4   | 1993                                              |
| 3    | Barry Sanders       | Detroit Lions (1989-1998) | 3 062          | 15 269     | 5,0   | 2004                                              |
| 4    | Curtis Martin       | New England Patriots (1995-1997) New York Jets (1998-2006) | 3 518          | 14 101     | 4,0   | 2012                                              |
| 5    | Frank Gore          | San Francisco 49ers (2005-2014) Indianapolis Colts (2015-2017) Miami Dolphins (2018) Buffalo Bills (2019) New York Jets (2020) San Francisco 49ers (2022)                             | 3 226          | 14 026     | 4,3   | Non eleggibile                                    |
| 6    | LaDainian Tomlinson | San Diego Chargers (2001-2009) New York Jets (2010-2011) | 3 174          | 13 684     | 4,3   | 2017                                              |
| 7    | Jerome Bettis       | Los Angeles Rams (1993-1995) Pittsburgh Steelers (1996-2005) | 3 479          | 13 662     | 3,9   | 2015                                              |
| 8    | Eric Dickerson      | Los Angeles Rams (1983-1987) Indianapolis Colts (1987-1991) Los Angeles Raiders (1992) Atlanta Falcons (1993)                                                                         | 2 996          | 13 259     | 4,4   | 1993                                              |
| 9    | Tony Dorsett        | Dallas Cowboys (1977-1987) Denver Broncos (1988) | 2 936          | 12 739     | 4,3   | 1994                                              |
| 10   | Jim Brown           | Cleveland Browns (1957-1965) | 2 359          | 12 312     | 5,2   | 1971                                              |
| 11   | Marshall Faulk      | Indianapolis Colts (1994-1998) St. Louis Rams (1999-2005) | 2 836          | 12 279     | 4,3   | 2011                                              |
| 12   | Adrian Peterson     | Minnesota Vikings (2007-2016) New Orleans Saints (2017) Arizona Cardinals (2017) Washington Redskins (2018-2019) Detroit Lions (2020) Tennessee Titans (2021) Seattle Seahawks (2021) | 2 574          | 12 276     | 4,8   | Non eleggibile                                    |
| 13   | Edgerrin James      | Indianapolis Colts (1999-2005) Arizona Cardinals (2006-2008) Seattle Seahawks (2009)                                                                                                  | 3 028          | 12 246     | 4,0   | Nessuno                                           |
| 14   | Marcus Allen        | Los Angeles Raiders (1982-1992) Kansas City Chiefs (1993-1997) | 3 022          | 12 243     | 4,1   | 2003                                              |
| 15   | Franco Harris       | Pittsburgh Steelers (1972-1983) Seattle Seahawks (1984) | 2 949          | 12 120     | 4,1   | 1990                                              |
| 16   | Thurman Thomas      | Buffalo Bills (1988-1999) Miami Dolphins (2000) | 2 877          | 12 074     | 4,2   | 2007                                              |
| 17   | Fred Taylor         | Jacksonville Jaguars (1998-2008) New England Patriots (2009-2010) | 2 534          | 11 695     | 4,6   | Nessuno                                           |
| 18   | Steven Jackson      | St. Louis Rams (2004-2012) Atlanta Falcons (2013-2014) New England Patriots (2015) | 2 764          | 11 438     | 4,1   | Eleggibile dal 2021                               |
| 19   | John Riggins        | New York Jets (1971-1975) Washington Redskins (1976-1985) | 2 916          | 11 352     | 3,9   | 1992                                              |
| 20   | Corey Dillon        | Cincinnati Bengals (1997-2003) New England Patriots (2004-2006) | 2 618          | 11 241     | 4,3   | Nessuno                                           |
| 21   | O.J. Simpson        | Buffalo Bills (1969-1977) San Francisco 49ers (1978-1979) | 2 404          | 11 236     | 4,7   | 1985                                              |
| 22   | Warrick Dunn        | Tampa Bay Buccaneers (1997-2001) Atlanta Falcons (2002-2007) Tampa Bay Buccaneers (2008)                                                                                              | 2 669          | 10 967     | 4,1   | Nessuno                                           |
| 23   | Ricky Watters       | San Francisco 49ers (1992-1994) Philadelphia Eagles (1995-1997) Seattle Seahawks (1998-2001)                                                                                          | 2 622          | 10 643     | 4,1   | Nessuno                                           |
| 24   | Jamal Lewis         | Baltimore Ravens (2000-2006) Cleveland Browns (2007-2009) | 2 542          | 10 607     | 4,2   | Nessuno                                           |
| 25   | Thomas Jones        | Arizona Cardinals (2000-2002) Tampa Bay Buccaneers (2003) Chicago Bears (2004-2006) New York Jets (2007-2009) Kansas City Chiefs (2010-2011)                                          | 2 678          | 10 591     | 4,0   | Nessuno                                           |
| 26   | Tiki Barber         | New York Giants (1997-2006) | 2 217          | 10 449     | 4,7   | Nessuno                                           |
| 27   | Eddie George        | Tennessee Titans (1996-2003) Dallas Cowboys (2004) | 2 865          | 10 441     | 3,6   | Nessuno                                           |
| 28   | Ottis Anderson      | St. Louis Cardinals (1979-1986) New York Giants (1986-1992) | 2 562          | 10 273     | 4,0   | Nessuno                                           |
| 29   | LeSean McCoy        | Philadelphia Eagles (2009-2014) Buffalo Bills (2015-2018) Kansas City Chiefs (2019) Tampa Bay Buccaneers (2020)                                                                       | 2 185          | 10 092     | 4,6   | Non eleggibile                                    |
| 30   | Ricky Williams      | New Orleans Saints (1999-2001 Miami Dolphins (2002-2010) Baltimore Ravens (2011) | 2 431          | 10 009     | 4,1   | Nessuno                                           |
| 31   | Marshawn Lynch      | Buffalo Bills (2007-2010) Seattle Seahawks (2010-2015) Oakland Raiders (2017-2018) Seattle Seahawks (2019)                                                                            | 2 251          | 10 003     | 4,3   | Non eleggibile                                    |